# Len Capewell
Leonard King Capewell – detto Len – (Bordesley Green, 8 giugno 1895 – 12 novembre 1978) è stato un calciatore inglese, di ruolo attaccante.

## Carriera
È stato per anni il decimo marcatore della storia dell'Aston Villa, con 100 reti in 157 presenze tra campionato e FA Cup.